# The Notorious B.I.G./Diskografie
Diese Diskografie ist eine Übersicht über die musikalischen Werke des US-amerikanischen Rappers The Notorious B.I.G. Den Schallplattenauszeichnungen zufolge hat er bisher mehr als 49,2 Millionen Tonträger verkauft, davon mehr als 38 Millionen allein in den Vereinigten Staaten. Seine erfolgreichste Veröffentlichung ist die Single Big Poppa mit über 8,9 Millionen Verkäufen.

## Alben

### Studioalben
| Jahr                               | Titel Musiklabel                                        | Höchstplatzierung, Gesamtwochen, AuszeichnungChartplatzierungen (Jahr, Titel, Musiklabel, Platzierungen, Wochen, Auszeichnungen, Anmerkungen) | Höchstplatzierung, Gesamtwochen, AuszeichnungChartplatzierungen (Jahr, Titel, Musiklabel, Platzierungen, Wochen, Auszeichnungen, Anmerkungen) | Höchstplatzierung, Gesamtwochen, AuszeichnungChartplatzierungen (Jahr, Titel, Musiklabel, Platzierungen, Wochen, Auszeichnungen, Anmerkungen) | Höchstplatzierung, Gesamtwochen, AuszeichnungChartplatzierungen (Jahr, Titel, Musiklabel, Platzierungen, Wochen, Auszeichnungen, Anmerkungen) | Höchstplatzierung, Gesamtwochen, AuszeichnungChartplatzierungen (Jahr, Titel, Musiklabel, Platzierungen, Wochen, Auszeichnungen, Anmerkungen) | Anmerkungen                                                    |
| Jahr                               | Titel Musiklabel                                        | DE | AT | CH | UK | US | Anmerkungen                                                    |
| ---------------------------------- | ------------------------------------------------------- | --- | --- | --- | --- | --- | -------------------------------------------------------------- |
| 1994                               | Ready to Die Bad Boy Records                            | DE24 a (1 Wo.)DE | — | CH67 a (1 Wo.)CH | UK— PlatinUK | US15 ×6Sechsfachplatin · (97 Wo.)US | Erstveröffentlichung: 13. September 1994 Verkäufe: + 6.640.000 |
| 1997                               | Life After Death Bad Boy Records / Warner Music         | DE63 (21 Wo.)DE | — | — | UK23 Platin · (26 Wo.)UK | US1 Diamant + Platin · (90 Wo.)US | Erstveröffentlichung: 25. März 1997 Verkäufe: + 6.065.000      |
| Postum veröffentlichte Studioalben |                                                         | | | | | |                                                                |
|                                    |                                                         | | | | | |                                                                |
| 1999                               | Born Again Bad Boy Records / Warner Music               | DE47 (8 Wo.)DE | — | — | UK70 Gold · (1 Wo.)UK | US1 ×2Doppelplatin · (22 Wo.)US | Erstveröffentlichung: 7. Dezember 1999 Verkäufe: + 2.100.000   |
| 2005                               | Duets: The Final Chapter Bad Boy Records / Warner Music | DE55 (9 Wo.)DE | — | CH29 (11 Wo.)CH | UK13 Gold · (15 Wo.)UK | US3 Platin · (20 Wo.)US | Erstveröffentlichung: 20. Dezember 2005 Verkäufe: + 1.122.500  |

### Kollaboalben
| Jahr | Titel Musiklabel                           | Höchstplatzierung, Gesamtwochen, AuszeichnungChartplatzierungen (Jahr, Titel, Musiklabel, Platzierungen, Wochen, Auszeichnungen, Anmerkungen) | Höchstplatzierung, Gesamtwochen, AuszeichnungChartplatzierungen (Jahr, Titel, Musiklabel, Platzierungen, Wochen, Auszeichnungen, Anmerkungen) | Höchstplatzierung, Gesamtwochen, AuszeichnungChartplatzierungen (Jahr, Titel, Musiklabel, Platzierungen, Wochen, Auszeichnungen, Anmerkungen) | Höchstplatzierung, Gesamtwochen, AuszeichnungChartplatzierungen (Jahr, Titel, Musiklabel, Platzierungen, Wochen, Auszeichnungen, Anmerkungen) | Höchstplatzierung, Gesamtwochen, AuszeichnungChartplatzierungen (Jahr, Titel, Musiklabel, Platzierungen, Wochen, Auszeichnungen, Anmerkungen) | Anmerkungen                                                                      |
| Jahr | Titel Musiklabel                           | DE | AT | CH | UK | US | Anmerkungen                                                                      |
| ---- | ------------------------------------------ | --- | --- | --- | --- | --- | -------------------------------------------------------------------------------- |
| 1995 | Conspiracy Big Beat Records                | — | — | — | — | US8 Gold · (31 Wo.)US | Erstveröffentlichung: 29. August 1995 Verkäufe: + 500.000; mit Junior M.A.F.I.A. |
| 1997 | Stop the Gunfight Edel / Deff Trapp        | — | — | — | — | US123 (5 Wo.)US | Erstveröffentlichung: 1997 mit Trapp & Tupac Shakur                              |
| 1998 | Pac & Biggie You Never Heard Eagle Records | — | — | — | — | — | Erstveröffentlichung: 1998 mit Trapp & Tupac Shakur                              |
| 2017 | The King & I Rhino Records / Warner Music  | — | — | — | — | US65 (1 Wo.)US | Erstveröffentlichung: 19. Mai 2017 mit Faith Evans                               |

### Kompilationen
| Jahr | Titel Musiklabel                             | Höchstplatzierung, Gesamtwochen, AuszeichnungChartplatzierungen (Jahr, Titel, Musiklabel, Platzierungen, Wochen, Auszeichnungen, Anmerkungen) | Höchstplatzierung, Gesamtwochen, AuszeichnungChartplatzierungen (Jahr, Titel, Musiklabel, Platzierungen, Wochen, Auszeichnungen, Anmerkungen) | Höchstplatzierung, Gesamtwochen, AuszeichnungChartplatzierungen (Jahr, Titel, Musiklabel, Platzierungen, Wochen, Auszeichnungen, Anmerkungen) | Höchstplatzierung, Gesamtwochen, AuszeichnungChartplatzierungen (Jahr, Titel, Musiklabel, Platzierungen, Wochen, Auszeichnungen, Anmerkungen) | Höchstplatzierung, Gesamtwochen, AuszeichnungChartplatzierungen (Jahr, Titel, Musiklabel, Platzierungen, Wochen, Auszeichnungen, Anmerkungen) | Anmerkungen                                              |
| Jahr | Titel Musiklabel                             | DE | AT | CH | UK | US | Anmerkungen                                              |
| ---- | -------------------------------------------- | --- | --- | --- | --- | --- | -------------------------------------------------------- |
| 2007 | Greatest Hits Bad Boy Records / Warner Music | — | — | — | UK57 ×2Doppelplatin · (18 Wo.)UK | US1 Platin · (392 Wo.)US | Erstveröffentlichung: 6. März 2007 Verkäufe: + 1.695.000 |

### Soundtracks
| Jahr | Titel Musiklabel                                              | Höchstplatzierung, Gesamtwochen, AuszeichnungChartplatzierungen (Jahr, Titel, Musiklabel, Platzierungen, Wochen, Auszeichnungen, Anmerkungen) | Höchstplatzierung, Gesamtwochen, AuszeichnungChartplatzierungen (Jahr, Titel, Musiklabel, Platzierungen, Wochen, Auszeichnungen, Anmerkungen) | Höchstplatzierung, Gesamtwochen, AuszeichnungChartplatzierungen (Jahr, Titel, Musiklabel, Platzierungen, Wochen, Auszeichnungen, Anmerkungen) | Höchstplatzierung, Gesamtwochen, AuszeichnungChartplatzierungen (Jahr, Titel, Musiklabel, Platzierungen, Wochen, Auszeichnungen, Anmerkungen) | Höchstplatzierung, Gesamtwochen, AuszeichnungChartplatzierungen (Jahr, Titel, Musiklabel, Platzierungen, Wochen, Auszeichnungen, Anmerkungen) | Anmerkungen                           |
| Jahr | Titel Musiklabel                                              | DE | AT | CH | UK | US | Anmerkungen                           |
| ---- | ------------------------------------------------------------- | --- | --- | --- | --- | --- | ------------------------------------- |
| 2009 | Notorious Bad Boy Records / Warner Music                      | — | — | — | — | US4 (9 Wo.)US | Erstveröffentlichung: 13. Januar 2009 |
| 2021 | Music Inspired by Biggie: I Got a Story to Tell Rhino Records | — | — | — | — | — | Erstveröffentlichung: 1. März 2021    |

## Singles

### Als Leadmusiker
| Jahr | Titel Album                             | Höchstplatzierung, Gesamtwochen, AuszeichnungChartplatzierungen (Jahr, Titel, Album, Platzierungen, Wochen, Auszeichnungen, Anmerkungen) | Höchstplatzierung, Gesamtwochen, AuszeichnungChartplatzierungen (Jahr, Titel, Album, Platzierungen, Wochen, Auszeichnungen, Anmerkungen) | Höchstplatzierung, Gesamtwochen, AuszeichnungChartplatzierungen (Jahr, Titel, Album, Platzierungen, Wochen, Auszeichnungen, Anmerkungen) | Höchstplatzierung, Gesamtwochen, AuszeichnungChartplatzierungen (Jahr, Titel, Album, Platzierungen, Wochen, Auszeichnungen, Anmerkungen) | Höchstplatzierung, Gesamtwochen, AuszeichnungChartplatzierungen (Jahr, Titel, Album, Platzierungen, Wochen, Auszeichnungen, Anmerkungen) | Anmerkungen                                                                                                |
| Jahr | Titel Album                             | DE | AT | CH | UK | US | Anmerkungen                                                                                                |
| ---- | --------------------------------------- | --- | --- | --- | --- | --- | --- |
| 1994 | Juicy Ready to Die                      | — | — | — | UK72 ×2Doppelplatin · (2 Wo.)UK | US27 ×6Sechsfachplatin · (20 Wo.)US | Erstveröffentlichung: 8. August 1994 Verkäufe: + 8.035.000; feat. Total                                    |
| 1995 | Big Poppa Ready to Die                  | — | — | — | UK63 Platin · (2 Wo.)UK | US6 ×7Siebenfachplatin + Gold (Mastertone) · (24 Wo.)US                                                                                  | Erstveröffentlichung: 30. Dezember 1994 Verkäufe: + 8.935.000                                              |
| 1995 | One More Chance Ready to Die            | — | — | — | UK34 Silber · (2 Wo.)UK | US2 Platin · (20 Wo.)US | Erstveröffentlichung: 9. Mai 1995 Verkäufe: + 1.200.000; feat. Faith Evans & Mary J. Blige                 |
| 1997 | Hypnotize Life After Death              | DE15 (16 Wo.)DE | AT27 (6 Wo.)AT | — | UK10 ×3Dreifachplatin · (7 Wo.)UK | US1 Platin · (20 Wo.)US | Erstveröffentlichung: 1. März 1997 Verkäufe: + 3.155.000; feat. Pamela Long                                |
| 1997 | Mo Money Mo Problems Life After Death   | DE11 (17 Wo.)DE | AT31 (5 Wo.)AT | CH8 (13 Wo.)CH | UK6 Platin · (11 Wo.)UK | US1 Platin · (30 Wo.)US | Erstveröffentlichung: 14. Juli 1997 Verkäufe: + 1.725.000; feat. Mase & Puff Daddy                         |
| 1997 | Sky’s the Limit Life After Death        | DE93 (3 Wo.)DE | — | — | UK35 (2 Wo.)UK | US26 Gold · (19 Wo.)US | Erstveröffentlichung: 25. November 1997 Verkäufe: + 500.000; feat. 112                                     |
| 1999 | Notorious B.I.G. Born Again             | DE56 (8 Wo.)DE | — | CH68 (8 Wo.)CH | UK16 (7 Wo.)UK | US82 (7 Wo.)US | Erstveröffentlichung: 24. Oktober 1999 feat. Puff Daddy & Lil’ Kim                                         |
| 2005 | Nasty Girl Duets: The Final Chapter     | DE8 (15 Wo.)DE | AT23 (13 Wo.)AT | CH14 (19 Wo.)CH | UK1 Platin · (22 Wo.)UK | US44 Gold + Gold (Mastertone) · (15 Wo.)US                                                                                               | Erstveröffentlichung: 11. Oktober 2005 Verkäufe: + 1.630.000 feat. Diddy, Nelly, Jagged Edge & Avery Storm |
| 2006 | Spit Your Game Duets: The Final Chapter | — | — | CH76 (2 Wo.)CH | UK64 (1 Wo.)UK | — | Erstveröffentlichung: 24. Februar 2006 feat. Twista, Bone Thugs-N-Harmony & 8Ball & MJG                    |
| 2015 | Old Thing Back Hakuna Matoma            | — | — | — | UK— GoldUK | US— PlatinUS | Erstveröffentlichung: 17. Februar 2015 Verkäufe: + 1.665.000, mit Matoma feat. Ja Rule & Ralph Tresvant    |
| 2017 | When We Party The King & I              | — | — | — | — | — | Erstveröffentlichung: 31. Januar 2017 mit Faith Evans feat. Snoop Dogg                                     |
| 2022 | G.O.A.T. –                              | — | — | — | — | — | Erstveröffentlichung: 20. Mai 2022 feat. Bella Alubo & Ty Dolla Sign                                       |

### Als Gastmusiker
| Jahr | Titel Album                                            | Höchstplatzierung, Gesamtwochen, AuszeichnungChartplatzierungen (Jahr, Titel, Album, Platzierungen, Wochen, Auszeichnungen, Anmerkungen) | Höchstplatzierung, Gesamtwochen, AuszeichnungChartplatzierungen (Jahr, Titel, Album, Platzierungen, Wochen, Auszeichnungen, Anmerkungen) | Höchstplatzierung, Gesamtwochen, AuszeichnungChartplatzierungen (Jahr, Titel, Album, Platzierungen, Wochen, Auszeichnungen, Anmerkungen) | Höchstplatzierung, Gesamtwochen, AuszeichnungChartplatzierungen (Jahr, Titel, Album, Platzierungen, Wochen, Auszeichnungen, Anmerkungen) | Höchstplatzierung, Gesamtwochen, AuszeichnungChartplatzierungen (Jahr, Titel, Album, Platzierungen, Wochen, Auszeichnungen, Anmerkungen) | Anmerkungen |
| Jahr | Titel Album                                            | DE | AT | CH | UK | US | Anmerkungen |
| ---- | ------------------------------------------------------ | --- | --- | --- | --- | --- | --- |
| 1994 | Can’t You See Total                                    | — | — | — | UK43 (2 Wo.)UK | US13 Gold · (20 Wo.)US | Erstveröffentlichung: 18. Dezember 1994 Verkäufe: + 500.000; Total feat. The Notorious B.I.G.                           |
| 1995 | Player’s Anthem Conspiracy                             | — | — | — | — | US13 Gold · (20 Wo.)US | Erstveröffentlichung: 30. Mai 1995 Verkäufe: + 500.000 Junior M.A.F.I.A. feat. The Notorious B.I.G.                     |
| 1996 | Get Money Conspiracy                                   | — | — | — | UK63 (2 Wo.)UK | US17 Platin · (20 Wo.)US | Erstveröffentlichung: 7. Mai 1996 Verkäufe: + 1.000.000 Junior M.A.F.I.A. feat. The Notorious B.I.G.                    |
| 1996 | Only You 112                                           | — | — | — | UK— SilberUK | US13 Gold · (11 Wo.)US | Erstveröffentlichung: 27. Juni 1996 Verkäufe: + 700.000 112 feat. The Notorious B.I.G., Mase & Puff Daddy               |
| 1996 | You Can’t Stop the Reign                               | — | — | — | UK40 (2 Wo.)UK | — | Erstveröffentlichung: 20. Oktober 1996 Shaquille O’Neal feat. The Notorious B.I.G.                                      |
| 1997 | Crush on You Hard Core                                 | — | — | — | UK23 (5 Wo.)UK | — | Erstveröffentlichung: 3. Januar 1997 Lil’ Kim feat. The Notorious B.I.G. & Lil’ Cease                                   |
| 1997 | Runnin’ (From tha Police) One Million Strong (Sampler) | DE84 (5 Wo.)DE | — | — | UK15 (3 Wo.)UK | US81 (14 Wo.)US | Erstveröffentlichung: Januar 1997 Verkäufe: + 40.000 2Pac feat. The Notorious B.I.G., Dramacydal, Stretch & Buju Banton |
| 1997 | Stop the Gunfight                                      | — | — | — | — | US77 (7 Wo.)US | Erstveröffentlichung: 1997 Trapp feat. 2Pac & The Notorious B.I.G.                                                      |
| 1997 | Been Around the World No Way Out                       | DE41 (9 Wo.)DE | AT26 (8 Wo.)AT | CH39 (4 Wo.)CH | UK20 (9 Wo.)UK | US2 (20 Wo.)US | Erstveröffentlichung: 12. August 1997 Puff Daddy feat. Mase & The Notorious B.I.G.                                      |
| 1997 | It’s All About the Benjamins No Way Out                | — | — | — | UK18 (3 Wo.)UK | US42 (1 Wo.)US | Erstveröffentlichung: 1997 Puff Daddy feat. Lil’ Kim, The LOX & The Notorious B.I.G.                                    |
| 1998 | Victory No Way Out                                     | DE67 (3 Wo.)DE | — | — | UK97 (1 Wo.)UK | US19 (20 Wo.)US | Erstveröffentlichung: 17. März 1998 Puff Daddy feat. The Notorious B.I.G. & Busta Rhymes                                |
| 2000 | Why You Tryin’ to Play Me –                            | — | — | — | — | — | Erstveröffentlichung: 2000 Aaron Hall feat. The Notorious B.I.G                                                         |
| 2002 | Unfoolish Ashanti                                      | DE91 (3 Wo.)DE | — | — | UK— SilberUK | — | Erstveröffentlichung: 16. Juni 2002 Verkäufe: + 215.000 Ashanti feat. The Notorious B.I.G. & P. Diddy                   |
| 2003 | Runnin’ (Dying to Live) Tupac: Resurrection            | DE12 (14 Wo.)DE | AT19 (18 Wo.)AT | CH9 (19 Wo.)CH | UK17 (6 Wo.)UK | US19 (20 Wo.)US | Erstveröffentlichung: 6. September 2003 2Pac feat. The Notorious B.I.G.                                                 |

## Musikvideos

### Eigene Lieder
| Jahr | Titel                | Regie                                                       |
| ---- | -------------------- | ----------------------------------------------------------- |
| 1994 | Juicy                | Sean Combs                                                  |
| 1995 | Big Poppa            | Hype Williams und Sean Combs                                |
| 1995 | Warning              | Hype Williams                                               |
| 1995 | One More Chance      | Hype Williams und Sean Combs                                |
| 1997 | Hypnotize            | Paul Hunter und Sean Combs                                  |
| 1997 | Mo Money Mo Problems | Hype Williams                                               |
| 1997 | Sky’s the Limit      | Spike Jonze                                                 |
| 1999 | Dead Wrong           | Marion Alston, Brian Kushner, Harve Pierre und G.D. Hampton |
| 2000 | Notorious B.I.G.     | Sean Combs und Matt X                                       |
| 2000 | Biggie               | Marcus Raboy                                                |
| 2005 | Hold Ya Head         | Bobby O’Neill                                               |
| 2005 | Nasty Girl           | Sanaa Hamri                                                 |
| 2006 | Spit Your Game       | Dr. Teeth                                                   |

### Als Gastmusiker
| Jahr | Titel                        | Interpretation    | Regie                        |
| ---- | ---------------------------- | ----------------- | ---------------------------- |
| 1995 | Player’s Anthem              | Junior M.A.F.I.A. | Lance Rivera                 |
| 1996 | Only You                     | 112               | Alan Ferguson und Sean Combs |
| 1996 | Get Money                    | Junior M.A.F.I.A. | Lance Rivera                 |
| 1997 | Crush on You                 | Lil’ Kim          | Lance Rivera                 |
| 1997 | It’s All About the Benjamins | Puff Daddy        | Spike Jonze                  |
| 1997 | Been Around the World        | Puff Daddy        | Paul Hunter                  |
| 1998 | Victory                      | Puff Daddy        | Marcus Nispel                |
| 2004 | Runnin’ (Dying to Live)      | 2Pac              | Philip G. Atwell             |

## Promoveröffentlichungen
| Jahr | Titel Album                  | Anmerkungen                                               |
| ---- | ---------------------------- | --------------------------------------------------------- |
| 1993 | Party and Bullshit (Remix) – | Erstveröffentlichung: 1993                                |
| 1999 | Dead Wrong Born Again        | Erstveröffentlichung: 26. Oktober 1999 feat. Eminem       |
| 2017 | NYC The King & I             | Erstveröffentlichung: 2017 mit Faith Evans feat. Jadakiss |

## Sonderveröffentlichungen

### Gastbeiträge
| Jahr | Titel                                                          | Album                                                           | Interpretation                           |
| ---- | -------------------------------------------------------------- | --------------------------------------------------------------- | ---------------------------------------- |
| 1992 | Why You Tryin’ to Play Me?                                     | The Projects Presents: Balhers Forever                          | Aaron Hall                               |
| 1993 | A Buncha Niggas                                                | Blue Funk                                                       | Heavy D                                  |
| 1993 | What’s the 411? (Remix), Real Love (Remix) und Leave a Message | What’s the 411? (Remix)                                         | Mary J. Blige                            |
| 1993 | House of Pain                                                  | Ready 2 Die                                                     | 2Pac                                     |
| 1993 | Dolly My Baby (Extended Bad Boy Remix)                         | —                                                               | Super Cat, 3rd Eye, Puffy, Mary J. Blige |
| 1993 | Buddy X (Falcon & Fabian Remix)                                | Remix auf der Single Buddy X                                    | Neneh Cherry                             |
| 1994 | Let’s Get It On                                                | Eddie F & The Untouchables Present: Let’s Get It On – The Album | Eddie F                                  |
| 1994 | Who’s the Man?                                                 | Back Up Off Me!                                                 | Ed Lover                                 |
| 1994 | Think Big                                                      | —                                                               | Pudgee Tha Phat Bastard, Lord Tariq      |
| 1994 | Stop the Breaks                                                | —                                                               | Ron G, Raekwon, KRS-One, Killa Sin, O.C. |
| 1995 | 4 My Peeps                                                     | #1 Player                                                       | Trackmasters                             |
| 1995 | This Time Around                                               | HIStory – Past, Present and Future Book I                       | Michael Jackson                          |
| 1995 | (You to Be) Happy                                              | R. Kelly                                                        | R. Kelly                                 |
| 1995 | All Men Are Dogs (Nine Dog MC’s Mix)?                          | Remix auf der Single All Men Are Dogs?                          | Bandit                                   |
| 1996 | Bust a Nut                                                     | Uncle Luke                                                      | Luke                                     |
| 1996 | Bad Boy Freestyle                                              | The Mix Tape, Vol. II                                           | Funkmaster Flex                          |
| 1996 | Brooklyn’s Finest                                              | Reasonable Doubt                                                | Jay-Z                                    |
| 1996 | Drugs                                                          | Hard Core                                                       | Lil’ Kim                                 |
| 1996 | You’ll See                                                     | Bad Boy Promotional Tape                                        | Bad Boy Records                          |
| 1996 | Young G’s Perspective                                          | Addicted to Drama                                               | Blackjack                                |
| 1997 | Keep Your Hands High                                           | Many Facez                                                      | Tracey Lee                               |
| 1997 | Young Gs                                                       | No Way Out                                                      | Puff Daddy                               |
| 1997 | Be the Realist                                                 | Stop the Gunfight                                               | Trapp feat. 2Pac                         |
| 1999 | Real Niggas                                                    | Forever                                                         | Puff Daddy                               |
| 1999 | Live Freestyle                                                 | The Tunnel                                                      | Funkmaster Flex & Big Kap                |
| 2000 | Sports, Drugs & Entertainment                                  | S.D.E.                                                          | Cam’ron                                  |
| 2000 | 16 Bars                                                        | Lyricist Lounge 2                                               | Rawkus                                   |
| 2000 | The Wickedest                                                  | The Mix Tape, Vol. IV                                           | Mister Cee & Funkmaster Flex             |
| 2001 | Unbreakable                                                    | Invincible                                                      | Michael Jackson                          |
| 2002 | A Dream                                                        | The Blueprint²: The Gift & The Curse                            | Jay-Z                                    |
| 2002 | Notorious B.I.G. (Remix) und Woke Up in the Morning (Remix)    | We Invented the Remix                                           | P. Diddy                                 |
| 2003 | Y’all Know Who Killed Him                                      | The Black Rob Report                                            | Black Rob                                |
| 2004 | Victory 2004 und Flava in Ya Ear (Remix)                       | Bad Boy’s 10th Anniversary… The Hits                            | Bad Boy Records                          |
| 2005 | What’s Goin’ On?                                               | Hood Politics III: Unsigned Hype                                | Termanology                              |
| 2006 | The Grind                                                      | The Empire Strikes Back                                         | 50 Cent                                  |
| 2006 | Duck Down                                                      | Back by Thug Demand                                             | Trick Daddy                              |
| 2006 | Deadly Combination                                             | The Archives 1996–2000                                          | Big L                                    |
| 2006 | Three Bricks                                                   | FishScale                                                       | Ghostface Killah                         |
| 2007 | Relax and Take Notes                                           | Ridin High                                                      | 8Ball & MJG                              |
| 2009 | Bone Thugs (Bone, Bone, Bone Remix)                            | Uni5 the Prequel: The Untold Story                              | Bone Thugs-N-Harmony                     |
| 2009 | Cunt Renaissance                                               | Legendary Classics Volume 1                                     | R. A. The Rugged Man                     |
| 2009 | Angels                                                         | Last Train to Paris                                             | Diddy – Dirty Money feat. Rick Ross      |
| 2010 | Belize                                                         | Gangland                                                        | Shyne                                    |
| 2010 | 1000 Stacks                                                    | 5.0                                                             | Nelly                                    |
| 2010 | Live 4 the Funk                                                | Pancake & Syrup                                                 | Redman                                   |
| 2010 | Living Better Now                                              | Best Night of My Life                                           | Jamie Foxx                               |
| 2010 | Everything to Me (Remix)                                       | —                                                               | Monica                                   |
| 2010 | Jah Army                                                       | —                                                               | Stephen Marley, Damian Marley            |
| 2011 | I Knock You Out                                                | Respect the Conglomerate                                        | Busta Rhymes                             |
| 2012 | Let’s Talk                                                     | Self Made Vol. 2                                                | Maybach Music Group                      |
| 2012 | Flip Dat Shit                                                  | Cold Case Files Vol. 2                                          | Onyx                                     |

### Soundtrackbeiträge
| Jahr | Titel                                                        | beteiligte Interpreten | Soundtrack             |
| ---- | ------------------------------------------------------------ | --- | ---------------------- |
| 1993 | Party and Bullshit                                           | — | Who’s the Man?         |
| 1994 | Jam Session                                                  | Heavy D, Troo Kula | Videospiel NBA Jam     |
| 1995 | It’s All I Had (Live) und Me and My Bitch (Live from Philly) | — | The Show               |
| 1995 | Dom Perignon                                                 | Little Shawn | New York Undercover    |
| 1995 | The Points                                                   | Easy Mo Bee, Coolio, Doodlebug, Big Mike, Buckshot, Redman, Ill Al Skratch, Rock, Bone Thugs-N-Harmony, Busta Rhymes, Menace Clan, Jamal | Panther                |
| 1995 | Da B Side                                                    | Da Brat, Jermaine Dupri | Bad Boys – Harte Jungs |
| 2003 | Realest Niggas                                               | 50 Cent | Bad Boys II            |

## Statistik

### Chartauswertung
|                     | DE    | AT    | CH    | UK    | US    |
| ------------------- | ----- | ----- | ----- | ----- | ----- |
| Nummer-eins-Alben   | DE—DE | AT—AT | CH—CH | UK—UK | US3US |
| Top-10-Alben        | DE—DE | AT—AT | CH—CH | UK—UK | US6US |
| Alben in den Charts | DE4DE | AT—AT | CH2CH | UK4UK | US9US |

|                       | DE     | AT    | CH    | UK     | US     |
| --------------------- | ------ | ----- | ----- | ------ | ------ |
| Nummer-eins-Singles   | DE—DE  | AT—AT | CH—CH | UK1UK  | US2US  |
| Top-10-Singles        | DE1DE  | AT—AT | CH2CH | UK3UK  | US5US  |
| Singles in den Charts | DE10DE | AT5AT | CH6CH | UK18UK | US19US |

### Auszeichnungen für Musikverkäufe
| Silberne Schallplatte - Vereinigtes Königreich - 2022: für das Lied Who Shot Ya - 2023: für das Lied Notorious Thugs - 2024: für das Lied Gimme The Loot - 2025: für das Lied Suicidal Thoughts Goldene Schallplatte - Australien - 1997: für die Single Mo Money Mo Problems - 1998: für die Single Runnin’ (From tha Police) - Dänemark - 2021: für die Single Juicy - 2021: für das Album Ready to Die - 2022: für das Album Life After Death - 2023: für die Single Big Poppa - 2023: für die Single Hypnotize - Italien - 2017: für die Single Old Thing Back - 2023: für die Single Big Poppa - 2024: für die Single Juicy - 2024: für das Album Greatest Hits - 2025: für das Album Life After Death - Kanada - 2015: für die Single Old Thing Back - Neuseeland - 1997: für die Single Runnin’ (From tha Police) - 2022: für das Album Duets: The Final Chapter - 2023: für die Single Unfoolish - Spanien - 2024: für die Single Big Poppa - 2024: für die Single Hypnotize | Platin-Schallplatte - Australien - 2016: für das Album Greatest Hits - Dänemark - 2015: für die Single Old Thing Back - Irland - 2006: für das Album Duets: The Final Chapter - Italien - 2024: für die Single Hypnotize - Neuseeland - 1998: für die Single Been Around the World - 2022: für die Single Nasty Girl - Schweden - 2015: für die Single Old Thing Back - Vereinigtes Königreich - 2013: für das Videoalbum Biggie & Tupac 2× Platin-Schallplatte - Kanada - 1998: für das Album Life After Death - Neuseeland - 2023: für das Album Life After Death - 2023: für das Album Ready to Die - 2024: für das Lied Notorious Thugs | 3× Platin-Schallplatte - Kanada - 2024: für das Album Ready to Die - Neuseeland - 2023: für die Single Old Thing Back - 2023: für die Single Mo Money Mo Problems 5× Platin-Schallplatte - Neuseeland - 2024: für die Single Big Poppa 6× Platin-Schallplatte - Neuseeland - 2024: für die Single Hypnotize - 2025: für die Single Juicy 7× Platin-Schallplatte - Kanada - 2024: für die Single Big Poppa - 2024: für die Single Juicy |

Anmerkung: Auszeichnungen in Ländern aus den Charttabellen bzw. Chartboxen sind in ebendiesen zu finden.
| Land/RegionAuszeichnungen für Musikverkäufe (Land/Region, Auszeichnungen, Verkäufe, Quellen) | Silber     | Gold       | Platin       | Diamant  | Verkäufe   | Quellen                           |
| -------------------------------------------------------------------------------------------- | ---------- | ---------- | ------------ | -------- | ---------- | --------------------------------- |
| Australien (ARIA)                                                                            | —          | 2× Gold2   | Platin1      | —        | 140.000    | aria.com.au                       |
| Dänemark (IFPI)                                                                              | —          | 5× Gold5   | Platin1      | —        | 245.000    | ifpi.dk                           |
| Irland (IRMA)                                                                                | —          | —          | Platin1      | —        | 15.000     | irishcharts.ie                    |
| Italien (FIMI)                                                                               | —          | 5× Gold5   | Platin1      | —        | 285.000    | fimi.it                           |
| Kanada (MC)                                                                                  | —          | Gold1      | 19× Platin19 | —        | 1.660.000  | musiccanada.com                   |
| Neuseeland (RMNZ)                                                                            | —          | 3× Gold3   | 31× Platin31 | —        | 877.500    | aotearoamusiccharts.co.nz NZ2 NZ3 |
| Schweden (IFPI)                                                                              | —          | —          | Platin1      | —        | 40.000     | sverigetopplistan.se              |
| Spanien (Promusicae)                                                                         | —          | 2× Gold2   | —            | —        | 60.000     | elportaldemusica.es               |
| Vereinigte Staaten (RIAA)                                                                    | —          | 8× Gold8   | 29× Platin29 | Diamant1 | 38.000.000 | riaa.com                          |
| Vereinigtes Königreich (BPI)                                                                 | 7× Silber7 | 3× Gold3   | 13× Platin13 | —        | 8.050.000  | bpi.co.uk                         |
| Insgesamt                                                                                    | 7× Silber7 | 29× Gold29 | 97× Platin97 | Diamant1 |            |                                   |